# Fu Jin
 (mars 2020).
Pour les articles homonymes, voir Jin.
Fu Jin (chinois 傅谨), né en 1956 à Xuzhou, province de Zhejiang, en Chine, est un chercheur et critique d'opéra traditionnel chinois (en chinois : Xiqu). Il est professeur à l'université de Nankin et à l'Académie nationale des arts du théâtre chinois.

## Biographie
Il est professeur à l'université de Nankin et à l'Académie nationale des arts du théâtre chinois. Il est vice-président de l'association de la littérature et des critiques d'art de Chine, membre du groupe d'examen disciplinaire du Comité des diplômes universitaires (en études théâtrales et cinématographiques) du Conseil d'État de la République populaire de Chine, directeur du Comité académique de l'Académie nationale des arts du théâtre chinois, directeur de l'Institut de recherche d'opéra traditionnel chinois et rédacteur en chef de la revue « Art de l'opéra traditionnel chinois ». Ses axes de recherche sont l'art dramatique moderne et contemporaine ainsi que la théorie et la critique du théâtre chinois. 

## Accusations de violences sexuelles
Le 23 septembre 2023, une enseignante-chercheuse, Xu Chen, fait le récit détaillé sur internet d'agressions sexuelles et d'une tentative de viol de la part de Fu Jin lors d'un festival de théâtre.  À la suite de cet événement, Xu Chen fait une dépression et Fu Jin utilise son pouvoir pour bloquer les articles et projets de recherche de Xu Chen,. À la suite de la publication de Xu Chen, l'université de Shandong confirme qu'il a été renvoyé ou démis de ses fonctions, et son CV disparait du site web officiel,.

## Distinctions
Prix des livres chinois en 2002 pour Théorie de l'art dramatique chinois.
Deuxième prix au Prix des meilleurs recherches d'art culturel du Ministère de la culture de Chine en 2006 pour Le pouvoir des racines de l'herbe – enquête sur le terrain et recherche de la troupe d'opéra de Taizhou.

## Publications
Il a publié plus de dix monographies, 300 articles et essais académiques dont :
- (zh) Fu, Jin, Zong jiao yi shu bi jiao yan jiu lun gang [« Un aperçu des études comparatives de l'art religieux »], Wen jin chu ban she, minguo 83 1994 (ISBN 957-668-186-3 et 978-957-668-186-8, OCLC 31695222, lire en ligne) - thèse de doctorat
- Esthétique de l'opéra traditionnel chinois, Taiwan Wenjin Press, juillet 1995.
- (zh) Fu, Jin., Shi Yin Zhi Si [« Réflexion sur la vie de l'ermite »], Shan xi ren min chu ban she, 1996 (ISBN 7-224-03805-9 et 978-7-224-03805-7, OCLC 768714331, lire en ligne)
- Analyse du temple chinois, Maison d'édition du peuple de Zhejiang, novembre 1996.
- Esthétique perceptuelle – Vue esthétique de la nature humaine, Presse de l'École normale du nord-ouest, mai 1997.
- Théorie de l'esthétique culturelle, Maison d'édition du peuple de Tianjing, octobre 1998. Cet ouvrage a remporté le deuxième prix au Prix d'excellence en sciences sociales de la province de Zhejiang en 2001[réf. nécessaire].
- Théorie de l'art dramatique chinois, Maison d'édition de Shanxi, août 2000.
- Le pouvoir des racines de l'herbe – enquête sur le terrain et recherche de la troupe d'opéra de Taizhou, Maison d'édition du peuple de Guangxi, mars 2001.
- (zh) Fu, Jin, 1956- et 傅谨, 1956-, Xin Zhongguo xi ju shi, 1949-2000 = A history of Chinese drama, 1949-2000 [« Histoire du nouveau théâtre chinois : 1994 - 2000 »], Chang sha shi/长沙市, Hunan mei shu chu ban she,‎ 2002, 200 p. (ISBN 7-5356-1808-1 et 978-7-5356-1808-5, OCLC 52954221, lire en ligne).
- (zh) Li, Jianjun, Shi bo shi zhi ji Zhongguo wen tan [« En face du monde littéraire chinois - histoire des dix doctorats »], Zhongguo gong ren chu ban she, 2004 (ISBN 7-5008-3339-3 et 978-7-5008-3339-0, OCLC 56775209, lire en ligne)
- (zh) Fu, Jin, Er shi shi ji Zhongguo xi ju dao lun [« Introduction du théâtre chinois au XXe siècle »], Bei jing/北京, Zhongguo she hui ke xue chu ban she,‎ 2004, 527 p. (ISBN 7-5004-4880-5 et 978-7-5004-4880-8, OCLC 61436694, lire en ligne)